# Lagons de Nouvelle-Calédonie
Les lagons de Nouvelle-Calédonie dans l'océan Pacifique sont délimités par le plus long ensemble corallien continu du monde et à la seconde place en superficie après la Grande Barrière le long de l'Australie.
La barrière, d'une longueur de 1 600 km délimite un lagon de 24 000 km2, le plus grand du monde, d'une profondeur moyenne de 25 mètres, englobant l'archipel de la Grande Terre avec l'île principale de Grande Terre, les îles Belep, l'île des Pins et plusieurs îles et îlots de moindre taille. Elle est entrecoupée de passes qui font communiquer le lagon avec la haute mer.
Les récifs se trouvent en moyenne à 30 kilomètres de la côte, avec un maximum de 200 kilomètres aux récifs d'Entrecasteaux.
Ils abritent 350 espèces de coraux et 1 600 espèces de poissons[réf. souhaitée].

## Six sites reconnus par l'UNESCO au titre du patrimoine mondial
Six sites ont été inscrits au patrimoine mondial de l'UNESCO le 7 juillet 2008 sous le titre Les lagons de Nouvelle-Calédonie : diversité récifale et écosystèmes associés. C'est la première inscription de sites français d'outre-mer au patrimoine mondial.
La zone reconnue par l'UNESCO couvre 15 743 km2, répartie sur six sites :
- Zone des récifs d'Entrecasteaux
- Zone du Grand Lagon Nord
- Zone côtière nord et est
- Zone d'Ouvéa et de l'île Beautemps-Beaupré
- Zone côtière ouest
- Zone du Grand Lagon Sud

## Lagons non reconnus par l'UNESCO
- Zone de Nouméa
- Zone intermédiaire entre la zone côtière ouest et la zone du Grand Lagon Nord

## Biodiversité
La forte superficie du lagon a donné lieu à une importante biodiversité, avec plus de 15 000 espèces recensées à ce jour par l'IRD, dont 5 % d'espèces endémiques. Mais de nombreuses zones restent encore inexplorées, si bien que les experts estiment les chiffres réels largement plus élevés. Le lagon comporte, comme pour les plantes de la forêt humide, de nombreuses espèces panchroniques appelées « Fossiles vivants et formes archaïques » dont le principal exemple est le nautile, lui aussi utilisé comme emblème par des organismes locaux.
La plupart des espèces dangereuses pour l'homme présentes en Nouvelle-Calédonie sont aquatiques : outre les serpents, il s'agit des poissons-pierres (réputé comme le poisson le plus venimeux au monde), la rascasse volante, l'acanthaster (étoile de mer très urticante), plusieurs espèces de cônes mortels (surtout le cône géographe, coquillage le plus venimeux au monde, les raies (notamment pastenague) ou le cône textile). Les eaux néo-calédoniennes abritent de nombreuses espèces de requins, mais les attaques sont assez rares et généralement dues à des imprudences notamment dans le cadre de l'activité développée sur le modèle australien ou américain du Shark-feeding (consistant à jeter des déchets de poisson dans la mer pendant la plongée pour attirer les requins, notamment dans le but de satisfaire les touristes en mal de sensation forte). La plupart des requins du lagon sont de petite taille, dits « pointes blanches » ou « pointes noires », et les espèces les plus grosses et réputées les plus agressives incluent les requins tigres, marteaux et requins bouledogues. Le grand requin blanc, habitué aux eaux froides et restant donc dans les courants profonds au larges, n'est normalement pas présent en Nouvelle-Calédonie. Il arrive parfois que certains s'écartent de leur route, égarés ou attirés par un gibier important (notamment deux grands blancs observés dans la passe de la Sarcelle, dans le lagon sud-ouest, en 1997 autour de la carcasse d'un cachalot mort) et entrent dans le lagon : la première capture enregistrée date de 1971 et la première rencontre sous-marine a lieu à la passe de La Foa en 1974. La dernière rencontre attestée a eu lieu avec des chasseurs sous-marins dans la passe de Mato au sud du lagon le 26 août 2008, tandis que la dernière attaque mortelle en date (un jeune surfeur happé à Bourail le 19 mars 2009) est attribuée par certains chercheurs de l'IRD spécialistes de la question à un grand blanc. L'absence d'attaques près des plages fait que la Nouvelle-Calédonie n'a pas eu à développer de système de réglementation ni de surveillance particulière des plages.